# František Maňas ml.
František Maňas je český skladatel, pedagog a hudebník narozený 13. prosince 1942 v Sehradicích. Je synem Františka Maňase.
Studoval v Kroměřížské konzervatoři hru na klarinet. Stal se učitelem hudby ve Valašských Kloboukách. Dále také působil jako saxofonista a klarinetista v orchestru Československé televize Václava Zahradníka v Praze. Od roku 1980 doposud vyučuje na hudebních školách v Napajedlech a ve Zlíně.

## Dílo

### vlastní
- Aj tá naša zahrádečka
- Ej vy hory
- Když jsem kosil trávu
- Nechoď ještě spát
- Nenakúkaj do okienka
- Young Mozart

### ve spolupráci
s Josefem Křivákem:
- Cestička od dubí
- Nad Moravú
- Úžasné stvoření

s Vladimírem Salčákem:
- Šel jsem lesem
- Vyletěla přeletěla
- Od hor
- Nenahlédaj do okénka
- Letěla pěsnička
- Háječek